# Gymnocladus assamicus
Gymnocladus assamicus là một loài thực vật có hoa trong họ Đậu. Loài này được P.C.Kanjilal miêu tả khoa học đầu tiên.